# 章魚嗶的原罪
《章魚嗶的原罪》是日本漫畫家Taizan 5所創作的短篇漫畫作品，於2021年12月10日至2022年3月25日在少年Jump+上連載，逢星期五更新。截至2022年5月，單行本累積發行逾120萬冊。
在本作結束後約7個半月，Taizan 5在11月14日發售的《週刊少年Jump》第50號開始連載新作品《一之瀨家的大罪》（一ノ瀬家の大罪）。改編動畫於2025年6月播出。

## 劇情大綱
2016年，來自「HAPPY星」的章魚型外星人「章魚嗶」為了將快樂傳遍宇宙而來到地球，在困境中邂逅小學四年級生久世靜，章魚嗶為了表達感謝之情，提供各種「HAPPY道具」試圖解決靜的煩惱，然而由於對地球人的陌生，章魚嗶並未意識到靜的父母離異、且遭到校園霸凌的客觀情況。靜長期遭到同學雲母坂茉莉奈霸凌，而靜的狗恰比也在章魚嗶不知道的時候下落不明。章魚嗶以為靜和朋友吵架，便給了她一條能修復感情的絲帶，但靜卻用絲帶上吊。章魚嗶無法理解她自殺的原因，便利用可回溯時間的「HAPPY相機」回到靜自殺前，試圖拯救靜並讓她露出笑容。
茉莉奈的父親與靜的母親發生婚外情，成為茉莉奈的家庭失和、以及茉莉奈霸凌靜的主因。然而章魚嗶的舉動導致霸凌逐漸加劇。儘管他使用道具進行101次時間回溯，但是也無法阻止恰比被茉莉奈設計陷害。在茉莉奈準備偷襲靜時，章魚嗶出手幫忙，不慎用HAPPY相機砸死茉莉奈，而染血的相機也因此故障。靜要在場的同學東直樹協助湮滅跡證，並讓章魚嗶變身成茉莉奈。他們還計畫暑假時要去東京，尋找被送往父親那裡的恰比。在章魚嗶假扮成茉莉奈、與茉莉奈的母親相處期間，他認知到自己的殺人行為是錯誤的，而茉莉奈的屍體也被人發現。
由於章魚嗶偽裝成茉莉奈時的異狀，靜被認為有嫌疑。計劃去東京的她不想配合警方調查，便拜託直樹頂罪。而直樹因獲得未曾有過的被認同感而答應此事，後被哥哥潤也所救贖，最後仍因代罪而與兩人分開。靜和章魚嗶則在東京見到父親，卻發現父親在東京另有妻女而不認她這個女兒，而恰比同時也下落不明。察覺到恰比已死後，靜情緒逐漸崩潰。章魚嗶對靜感到愧疚，並阻止她繼續犯錯。靜認為章魚嗶不再幫助自己，便用石塊砸他。
被擊昏的章魚嗶回想起自己被消除的記憶：2022年，章魚嗶初次來到地球，但首先是被身處家暴環境的高中生茉莉奈遇見，讓茉莉奈變得逐漸快樂起來。直到正在和她交往的直樹偶然與靜重逢後，導致直樹移情別戀。情緒激動的茉莉奈後悔沒在小學四年級時將靜霸凌至死，並在扭打之下意外殺死自己的母親。章魚嗶認為只要殺死小學四年級時的靜，就能讓茉莉奈獲得幸福，便回到過去執行此事。但此舉違反HAPPY星的規定，章魚嗶的記憶因此被消除，回到過去時完全忘記原先的目的。
在章魚嗶清醒後，最終意識到自己原先的目的與現在的行為有衝突，而與靜的相處又讓他認為茉莉奈並非毫無錯誤。隨後直樹為章魚嗶闡述人性的善惡面，向他這位朋友表示感謝，並把作為證物的相機還給章魚嗶。在章魚嗶找到靜後，聽著靜泣訴著自己無能為力。章魚嗶深知自己一昧的幫助無法幫靜擺脫困境，便犧牲自己啟動HAPPY相機，發動最後一次時間回溯。
2016年，一切恢復常態，茉莉奈像往常一樣霸凌靜時，看到靜隨手畫的章魚塗鴉，兩人因此觸動關於章魚嗶的殘存記憶。這段模糊的記憶成為兩人溝通的橋樑，進而化解兩人的隔閡。儘管她們兩人的家庭仍然問題不斷，但茉莉奈和靜已不再彼此仇視，而是成為並肩而行的好朋友。

## 角色列表
聲優以動畫版／上卷發售紀念PV、有聲漫畫版順序排列，僅列一人者均為動畫的聲優。
章魚嗶（聲：間宮胡桃）
來自HAPPY星的外星生命體，說話時會在尾末加上語尾助詞「嗶」（ピ）。「章魚嗶」是久世靜為了方便記憶而幫他取的名字，本名是「嗯烏耶依努kf」（んうえいぬkf）。來到地球是為了傳播快樂和幸福。剛踏上地球時受到久世靜的幫助，為了答謝靜，試圖利用「HAPPY道具」解決靜生活上遇到的種種難題。
久世靜（聲：上田麗奈）
小學四年級的女學生，幫助了剛來到地球時肚子餓的章魚嗶。從小在一個貧窮的單親家庭中長大，母親在夜總會工作，父親則居住在東京，平日與父親留下的狗恰比（チャッピー）相依為命。在校期間時常受到同班同學雲母坂茉莉奈的帶頭欺凌。
雲母坂茉莉奈（聲：小原好美／黑木穗乃香）
久世靜的同班同學，霸凌事件的主使者，煽動班上的女同學欺負靜。茉莉奈的父親經常流連夜總會並與靜的母親有了關係，這導致茉莉奈的雙親時常發生爭吵，並使她日後在充滿家庭暴力的環境中成長。因此茉莉奈憎恨靜，並處處霸凌她。
東直樹（聲：永瀨安奈）
與靜和茉莉奈同班的班長，私底下偷偷關心靜遭受霸凌一事，不過也未能做出實質幫助。家中經營診所，有一位就讀高中的哥哥東潤也（聲：逢坂良太）。因無法達到母親（聲：內山夕實）對成績的高度要求，以及心懷面對優秀哥哥時的自卑情結，令他心理倍感壓力，渴望得到他人認同。

## 出版書籍
| 卷數  | 集英社       | 集英社                 | 東立出版社    | 東立出版社                           |
| 卷數  | 發售日期     | ISBN                   | 發售日期      | ISBN                                 |
| ----- | ------------ | ---------------------- | ------------- | ------------------------------------ |
| 上    | 2022年3月4日 | ISBN 978-4-08-883049-0 | 2023年1月16日 | ISBN 978-626-347-375-1               |
| 下    | 2022年4月4日 | ISBN 978-4-08-883104-6 | 2023年1月16日 | ISBN 978-626-347-376-8               |
| 上+下 | 不適用       | 不適用                 | 2023年1月9日  | ISBN 978-626-347-377-5（首刷限定版） |

## 創作
《章魚嗶的原罪》是作者Taizan 5的首部連載作品。本作涉及欺凌、家庭暴力、毒親等問題。創想構想源於負責編輯F田問Taizan 5喜歡甚麽題材，而他回答他喜歡《多啦A夢》，因而想做一部陰暗的《多啦A夢》。他亦很喜歡動畫《Re:從零開始的異世界生活》。該作中主角從現代前往異世界，本作則是章魚嗶從外星來到現代，恰好是該作的相反版本。編輯部在連載會議中認為本作做成2冊單行本是最好的。Taizan 5從F田那裏知道編輯部的意見後，再去構思全部話數的劇情，並在連載時對最後的部份作少許調整。他花了一至兩個星期構思大概的劇情，在進入第1話繪畫工序時，已完成第9話的分鏡稿。繪畫工序中約5至7日完成1話。

## 宣傳
2022年3月3日，單行本上冊發售前夕，少年Jump的YouTube頻道上公開一段長達約1小時40分鐘的特別影片，以監視鏡頭風格描述章魚嗶的101次時間回溯體驗。3月4日，上冊發售發售當日，在同頻道公開一段長38秒的宣傳片，靜由上田麗奈配音，章魚嗶由哈姆太郎的聲優間宮胡桃配音。2022年4月4日，下冊發售當日晚上，在同一YouTube頻道公開漫畫第1話的有聲漫畫，由上述兩名聲優配音。另外，已發行LINE貼圖。

## 迴響
本作每話的閱覽次數都超過200萬次，每次更新時都會進入Twitter的熱門趨勢，多次打進Twitter熱門趨勢第1位。本作也是在少年Jump+所有連載作品中，首次單日閱覽次數超越200萬次的作品。作者認為作品在少年Jump+這個備受注度的媒體上刊載，而且初次閱覽為免費，對本作得以大受歡迎很有幫助。2022年2月18日刊登的第11話在閱覽次數上大幅超越同於星期五更新的少年Jump+代表作品《怪獸8號》，差距達80萬次。
根據Oricon公信榜，上冊在發行首週的銷量為41,277冊，在漫畫週榜上排名第15位。翌週銷量為34,828冊，排名第21位。再下一週銷量為56,684冊，排名升上第9位。接下來兩週的銷量分別為65,942冊和41,563冊，連續兩週排名第7位。下冊發行首週銷量為198,505冊，在漫畫週榜上排名第4位；上冊銷量為56,145冊，排名下跌至第13位。翌週下冊銷量為56,705冊，上冊銷量為34,285冊，分別排名下跌至第6位和第17位。
截至2022年3月，單行本累積發行逾35萬冊。4月1日，宣佈累積發行逾95萬冊。截至5月，累積發行逾120萬冊。
有評論形容本作為「惡夢版《哆啦A夢》」。「章魚嗶好強！」（タコピー鬼つええ！）和「章魚嗶的原罪」（タコピーの原罪）入選2022年度「網絡流行語100」（ネット流行語100）提名。

## 網路動畫
2024年12月9日宣布製作成為動畫。於2025年6月28日播出，每周六更新，共6话。

### 製作人員
- 原作：Taizan 5
- 導演、劇本統籌：飯野慎也
- 人物設定：長原圭太
- 美術監督：板倉佐賀子
- 色彩設計：秋元由紀
- CG導演：茂木邦夫
- 攝影監督：若林優
- 編輯：坂本久美子
- 音響監督：明田川仁
- 音樂：藤澤慶昌（日语：藤澤慶昌）
- 動畫製作：ENISHIYA（日语：エニシヤ）
- 企劃、製作：TBS[4]

### 主題曲
片頭曲
演唱、作詞、作曲：ano，編曲：TAKU INOUE
片尾曲
演唱：Tele，作詞、作曲、編曲：谷口喜多朗

### 各話列表
| 話數  | 標題           | 劇本     | 分鏡     | 演出               | 作畫監督                       | 总作画监督 | 上線日期       |
| ----- | -------------- | -------- | -------- | ------------------ | ------------------------------ | ---------- | -------------- |
| 第1話 | 給2016年的妳   | 飯野慎也 | 飯野慎也 | 飯野慎也           | 長原圭太                       | -          | 2025年 6月28日 |
| 第2话 | 章鱼哔的救赎   | 猫田幸   |          |                    |                                | 长原圭太   | 7月5日         |
| 第3話 | 章魚嗶的告解   | 飯野慎也 | 率華     | 率華               | 率華、新井博慧、飯田剛士       | 长原圭太   | 7月12日        |
| 第4話 | 東同學的救贖   | 貓田幸   | 大島塔也 | 大島塔也           | 中村颯                         | 长原圭太   | 7月19日        |
| 第5話 | 給2022年的妳   | 貓田幸   | 森大貴   | 森大貴             | 卓子意                         | 长原圭太   | 7月26日        |
| 第6話 | 給2016年的你們 | 飯野慎也 | 飯野慎也 | 飯野慎也、迫井政行 | 長原圭太、新井博慧、大島塔也、 | 长原圭太   | 8月2日         |

## 外部連結
- 漫畫連載網站（日語）
- 動畫官方網站（日語）
- 動畫的X（前Twitter）